# Nacionalna parlamentarna biblioteka Japana
Nacionalna parlamentarna biblioteka (engl. National Diet Library, NDL) (国立国会図書館 Kokuritsu Kokkai Toshokan) je nacionalna biblioteka Japana i jedna je od najvećih biblioteka na svetu. Ona je osnovana 1948. godine u svrhu pružanja pomoći članovima Nacionalnog parlamenta Japana (国会 Kokkai) u istraživanju pitanja javne politike. Po svrsi i obimu biblioteka je slična Kongresnoj biblioteci Sjedinjenih Država.
Nacionalna parlamentarna biblioteka (NDL) sastoji se od dva glavna objekta u Tokiju i Kjotu i nekoliko drugih ogranaka biblioteke širom Japana.

## Istorija
Nacionalna parlamentarna biblioteka je naslednica je tri zasebne biblioteke: Biblioteke plemićkog doma, Biblioteke Predstavničkog doma, obe od kojih su osnovane stvaranjem japanskog Carskog parlamenta 1890; i Carske biblioteke koja je osnovana 1872. godine u nadležnosti Ministarstva prosvete.
Parlamentarna moć u predratnom Japanu bila je ograničena, i njene potrebe za informacijama su bile „srazmerno male”. Prvobitne parlamentarne biblioteke „nikada nisu razvile ni zbirke ni usluge koje bi ih mogle učiniti vitalnim dodacima istinski odgovornih zakonodavnih aktivnosti”. Štaviše, do japanskog poraza izvršna vlast je kontrolisala sve političke dokumente, lišavajući narod i parlament pristupa vitalnim informacijama. Američke okupacione snage pod vođstvom generala Daglasa Makartura smatrale su reformu sistema nacionalnih biblioteka važnim delom demokratizacije Japana nakon poraza u Drugom svetskom ratu.
Godine 1946, svaka kuća parlamenta formirala je svoj Stalni odbor Nacionalne parlamentarne biblioteke. Hani Goro, marksistička istoričar koji je tokom rata bila zatvoren zbog misaonih zločina i koji je nakon rata izabran u Dom odbornika (naslednik ukinutog Plemićkog doma), predvodio je reformske napore. Hani je novo telo osmislio kao „istovremeno citadelu narodnog suvereniteta” i kao sredstvo za ostvarivanje „mirne revolucije”. Okupacioni službenici odgovorni za nadgledanje reformi biblioteka izvestili su da, iako je okupacija bila katalizator promena, lokalna inicijativa je prethodila okupaciji, a uspešne reforme su nastale zahvaljujući posvećenim Japancima poput Hanija.
Nacionalna parlamentarna biblioteka otvorena je u junu 1948. godine u današnjoj palati Akasaka (bivša zasebnoj palati Akasaka) sa početnom kolekcijom od 100.000 tomova. Prvi bibliotekar parlamentarne biblioteke bio je političar Tokujiro Kanamori. Filozof Masakazu Nakaj bio je prvi potpredsednik biblioteke. Godine 1949. NDL se spojila sa Nacionalnom bibliotekom (prethodno zvanom Imperialna biblioteka) i postala je jedina nacionalna biblioteka u Japanu. U to vreme kolekcija je dobila dodatnih milion tomova koji su ranije bili smešteni u bivšoj Nacionalnoj biblioteci u Uenu.

## Glavna kolekcija
Kao nacionalna biblioteka Japana, NDL prikuplja primerke svih publikacija objavljenih u Japanu. Štaviše, budući da NDL služi kao istraživačka biblioteka za članove parlamenta, njihovo osoblje i širu javnost, ona održava obimnu kolekciju materijala objavljenih na stranim jezicima o širokom spektru tema.

## Važne specijalne kolekcije
NDL takođe ima osam glavnih specijalizovanih kolekcija: Moderna politička i ustavna istorija; Materijali o posleratnoj okupaciji Japana; Zakoni i preliminarni zapisi; Nauka i tehnologija; Mape; Muzika; Strane knjige o Japanu; i Retke knjige.

### Savremena politička i ustavna istorija
Zbirka moderne političke i ustavne istorije sadrži oko 300.000 predmeta koji se odnose na japansku političku i pravnu modernizaciju u 19. veku, uključujući originalne arhive važnih japanskih državnika iz druge polovine 19. i početka 20. veka, kao što su Ito Hirobumi, Ivakura Tomomi, Sanjo Sanetomi, Mucu Munemicu, Terauči Masatake i druge uticajne ličnosti iz perioda Meiđi (1868–1912) i Taišo (1912–1926).

### Materijali koji se tiču posleratne okupacije Japana
NDL ima obimnu kolekciju mikroformi od oko 30 miliona stranica dokumenata koji se odnose na okupaciju Japana nakon Drugog svetskog rata. Ova kolekcija uključuje dokumente koje su pripremili Generalštab (GHK) i vrhovni komandant savezničkih sila (SCAP), Dalekoistočna komisija (FEC) i Američki tim za strateško bombardiranje. (Originali ovih dokumenata su u posedu Nacionalnog arhiva Sjedinjenih Država.)

### Zakoni i preliminarni zapisi
Zbirka zakona i preliminarnih zapisa sastoji se od oko 170.000 japanskih i 200.000 dokumenata na stranim jezicima koji se tiču protokola Nacionalnog parlamenta i zakonodavstva oko 70 stranih država, te službenih glasila, statuta, sudskih mišljenja i međunarodnih ugovora koji se odnose na oko 150 stranih zemalja.

### Nauka i tehnologija
NDL održava kolekciju od oko 530.000 knjiga i brošura i 2 miliona mikroformi koji obuhvataju razne nauke. Ovi materijali uključuju, između ostalog, strane doktorske disertacije iz raznih oblasti nauke, zbornike radova i izveštaje akademskih društava, kataloge tehničkih standarda itd.

### Mape
NDL ima kolekciju od približno 440.000 mapa Japana i drugih zemalja, uključujući topografske, geološke i hidrološke karte, i karte koje datiraju iz ranog Meiđi perioda (1868–1912) i topografske mape stranih zemalja.

### Muzika
NDL prikuplja sve fonografske snimke napravljene u Japanu i trenutno poseduje kolekciju koja sadrži 300.000 vinilnih ploča i 200.000 kompakt diskova.

### Strane knjige o Japanu
Sledeći tradiciju koju je uspostavila Carska biblioteka, NDL prikuplja materijal o Japanu na stranom jeziku, uključujući retke i drevne dokumente, poput izveštaja evropskih misionara koji su posetili Japan u 16. veku.

## Kansaj-Kan
Kansaj-kan (Kansaj biblioteka), koje je otvorena u prefekturi Kjoto 2002. godine, druga je NDL lokacija.
NDL je Kansaj-kanu preneo sledeće kolekcije: većina zapadnih časopisa; knjige i drugi materijali na azijskim jezicima koji nisu japanski; određeni naučni i tehnološki materijali (tehnički izveštaji, radovi stranih akademskih društava, katalozi japanskih i stranih tehničkih standarda, strane doktorske disertacije i zbornici konferencija na zapadnim jezicima); izveštaji o naučnim istraživanjima sastavljeni u okviru grantova Ministarstva prosvete, kulture, sporta, nauke i tehnologije; Japanske doktorske disertacije; i knjige na trakama.

## Onlajn resursi Nacionalne parlamentarne biblioteke
Nacionalna parlamentarna biblioteka je poslednjih godina sastavila detaljnu veb stranicu na japanskom i engleskom jeziku. Njene mrežne baze podataka sastoje se od onlajn kataloga javnog pristupa Nacionalne parlamentarne biblioteke (NDL-OPAC), digitalnih kolekcija Nacionalne parlamentarne biblioteke i zapisnika Carskog parlamenta i Nacionalnog parlamenta.

### Onlajn katalog javnog pristupa Nacionalne parlamentarne biblioteke (NDL-OPAC)
NDL pruža onlajn katalog javnog pristupa (OPAC), pomoću kojeg korisnici mogu pretraživati celokupnu kolekciju NDL-a bilo gde u svetu, bilo na engleskom ili na japanskom. Koristeći OPAC za identifikaciju izvora i kataloških brojeva, inostrani korisnici mogu dobiti određene materijale iz NDL-a putem međubibliotečke pozajmice. Pored toga, NDL pruža usluge reprodukcije zasnovane na naknadama za naučnike sa prebivalištem u inostranstvu. Prema podacima iz juna 2017. planirano je da se NDL-OPAC okonča krajem decembra 2017. i da se pokrene novi servis za onlajn usluge.

### Digitalne kolekcije Nacionalne parlamentarne biblioteke
NDL Digitalne kolekcije pružaju razne onlajn materijale poput retkih knjiga, audio-vizuelnih materijala i materijala čija su autorska prava istekla. Sadržaji Digitalne biblioteke iz meiđi ere i baza podataka slika retkih knjiga sada su dostupni na NDL digitalnim kolekcijama. NDL digitalizovani sadržaj preimenovan je u NDL Digitalne kolekcije 2014. godine.

### Digitalna biblioteka iz meiđi ere
Jedna od najvažnijih karakteristika veb lokacije NDL-a je Digitalna biblioteka meiđi ere (近代デジタルライブラリー Kindai dejitaru raiburarii, lit. Recent Age Digital Library). Digitalna biblioteka je digitalni potomak Maruzen meiđi mikrofilma, i proizvod ambicioznog projekta mikrofilmovanja celokupne kolekcije knjiga NDL-a iz meiđi ere, kolekcije od oko 60.000 tomova. Digitalna biblioteka sadrži stvarne slike ovih dela, koje su podeljene u deset glavnih kategorija na osnovu Japanske decimalne klasifikacije (NDC): (0) opšte (総記 sōki); (1) filozofija (哲学 tetsugaku); (2) istorija (歴史 rekishi); (3) društvene nauke (社会科学 shakai kagaku); (4) prirodne nauke (自然科学 shizen kagaku); (5) inženjerstvo i proizvodnja (工学・工業 kōgaku/kōgyō); (6) industrija (産業 sangyō); (7) umetnost i atletika (芸術・体育 geijutsu/taiiku); (8) jezik (語学 gogaku); i (9) književnost (文学 bungaku). Slike nisu kodirane, tako da pretraživanje teksta nije moguće; međutim, moguća su pretraživanja naslova, autora, izdavača, predmeta i sadržaja dela na japanskom jeziku u bazi podataka. Periodična izdanja iz meiđi perioda nisu uključena u ovu kolekciju. Digitalna biblioteka iz meiđi ere spojena je u NDL digitalne kolekcije 2015.

### Baza podataka slika retkih knjiga
Veb lokacija NDL-a sadrži i Bazu podataka slika retkih knjiga (貴重書画像データベース kichōsho gazō dētabēsu), koja je kolekcija digitalnih slika iz 37.000 ilustrovanih knjiga objavljenih pre perioda Edo. U ovoj bazi podataka moguće su pretrage na japanskom jeziku prema naslovu, autoru i pozivnom broju. Baza podataka o retkim knjigama integrisana je u digitalizovani sadržaj NDL-a (sada NDL digitalne kolekcije) 2012. godine.

## Literatura
- This article is based on information obtained from the National Diet Library website.  The section on the formation of the NDL under the U.S. Occupation forces relies heavily on Leslie Pincus, "Revolution in the Archives of Memory: The Founding of the National Diet Library in Occupied Japan" in Francis X. Blouin and William G. Rosenberg, eds., Archives, Documentation, and Institutions of Social Memory: Essays from the Sawyer Seminar (Ann Arbor: University of Michigan Press, 2006).

## Spoljašnje veze
- Zvanični veb-sajt
- „国会会議録検索システム”.
- „帝国議会会議録検索システム”.